# Wattenscheider Bach
Der Wattenscheider Bach ist ein Fließgewässer im Stadtbezirk Wattenscheid von Bochum. Er ist ein etwa siebeneinhalb Kilometer langer und rechter Zufluss des Schwarzbachs.

## Geographie

### Verlauf
Einer der beiden Quellbäche entspringt in Stalleicken an Helfs Hof, der andere an der katholischen Kirche Herz Jesu. Der Bach läuft im weiteren Verlauf an der Wattenscheider Innenstadt entlang. Er mündet in Gelsenkirchen in den Schwarzbach und ist Teil des Flusssystems der Emscher.

### Zuflüsse
Bachabwärts von der Quelle zur Mündung:
- Helfsbach (linker Quellbach)
- Servinghausener Bach (rechter Quellbach)
- Westseifen (rechts)
- Graben am Stadion Brunnenwiese (links)

## Renaturierung
Die Emschergenossenschaft führt eine Renaturierungsmaßnahme durch im Rahmen des Umbaus des Emschersystems. Reinwasser und Schmutzwasser sollen getrennt abgeführt werden. Das renaturierte Gewässer soll offen verlaufen im Bereich von „Berliner Straße“ und „Westenfelder Straße“, ferner zwischen „Obertor“ und der Halde Rheinelbe Insbesondere soll das Rohr unterhalb der Zeche Fröhliche Morgensonne geöffnet werden. Der Wattenscheider Bach wird ab dem „Wilhelm-Leithe-Weg“ an einen Reinwasserkanal angebunden.
Die Bauarbeiten begannen zum Jahreswechsel 2011/2012.